# أحمد حليم
أحمد حليم إبراهيم (10 فبراير 1910 - تاريخ الوفاة غير معلوم) لاعب كرة قدم مصري راحل كان يجيد اللعب في خط الوسط.
لعب طوال مسيرته الرياضية في نادي الزمالك.
شارك مع منتخب مصر في بطولة كأس العالم 1934 في إيطاليا حيث خرج من الدور الثمن النهائي.

## وصلات خارجية
- أحمد حليم على موقع الاتحاد الدولي (مؤرشف)  (الإنجليزية)
- أحمد حليم على موقع عالم كرة القدم.نت (الإنجليزية)
- أحمد حليم على موقع أوليمبيديا (الإنجليزية)
- هذا سيرة ذاتية